# A Gutter Magdalene
A Gutter Magdalene er en amerikansk stumfilm fra 1916 af George Melford.

## Medvirkende
- Fannie Ward som Maida Carrington.
- Jack Dean som Steve Boyce.
- Charles West som Jack Morgan.
- William Elmer som Halpin.
- Gertrude Kellar som Helen.